# Вест-Колледж (Індіана)
Вест-Колледж (англ. West College Corner) — місто (англ. town) в США, в окрузі Юніон штату Індіана. Населення — 545 осіб (2020).

## Географія
Вест-Колледж розташований за координатами 39°34′10″ пн. ш. 84°49′8″ зх. д. / 39.56944° пн. ш. 84.81889° зх. д. (39.569415, -84.818973).  За даними Бюро перепису населення США в 2010 році місто мало площу 0,69 км², уся площа — суходіл.

## Демографія
Згідно з переписом 2010 року, у місті мешкало 676 осіб у 274 домогосподарствах у складі 174 родин. Густота населення становила 978 осіб/км².  Було 310 помешкань (448/км²).
Расовий склад населення:
| - 97,5 % — білих - 0,3 % — корінних американців - 0,3 % — чорних або афроамериканців - 0,1 % — вихідців з тихоокеанських островів |

До двох чи більше рас належало 1,2 %. Частка іспаномовних становила 0,6 % від усіх жителів.
За віковим діапазоном населення розподілялося таким чином: 29,1 % — особи молодші 18 років, 60,2 % — особи у віці 18—64 років, 10,7 % — особи у віці 65 років та старші. Медіана віку мешканця становила 36,0 року. На 100 осіб жіночої статі у місті припадало 91,0 чоловіків;  на 100 жінок у віці від 18 років та старших — 90,8 чоловіків також старших 18 років.
Середній дохід на одне домашнє господарство  становив 38 003 долари США (медіана — 29 865), а середній дохід на одну сім'ю — 52 136 доларів (медіана — 53 542). Медіана доходів становила 33 281 долар для чоловіків та 29 063 долари для жінок. За межею бідності перебувало 19,6 % осіб, у тому числі 24,1 % дітей у віці до 18 років та 13,5 % осіб у віці 65 років та старших.
Цивільне працевлаштоване населення становило 382 особи. Основні галузі зайнятості: освіта, охорона здоров'я та соціальна допомога — 29,3 %, мистецтво, розваги та відпочинок — 24,1 %, роздрібна торгівля — 13,6 %, виробництво — 9,4 %.